# Puygros
Puygros este o comună în departamentul Savoie din sud-estul Franței. În 2009 avea o populație de 364 de locuitori.

## Evoluția populației
| An        | 1975 | 1982 | 1990 | 1999 | 2006 | 2009 |
| --------- | ---- | ---- | ---- | ---- | ---- | ---- |
| Populație | 189  | 231  | 323  | 315  | 341  | 364  |